# Kylie Moore-Gilbert
Kylie Moore-Gilbert (* 1986 oder 1987) ist eine britisch-australische Islamwissenschaftlerin am Asia Institute der Universität Melbourne mit Forschungsschwerpunkt auf der Politik der arabischen Golf-Staaten. Sie hat sich insbesondere mit der schiitischen Opposition in Bahrain in der Zeit während und nach dem Arabischen Frühling befasst. Im September 2018 wurde sie nach dem Besuch einer wissenschaftlichen Konferenz in der iranischen Stadt Ghom bei der Ausreise am Flughafen verhaftet und in einem geheimen Prozess wegen Spionage zu zehn Jahren Haft verurteilt. Danach war sie lange im berüchtigten Evin-Gefängnis inhaftiert. Es wurden nie Beweise für die angeblichen Vergehen von Moore-Gilbert vorgelegt, sie selbst bestritt die Vorwürfe der iranischen Regierung gegen sie. Die australische Regierung wies die Anklagepunkte als „unbegründet und politisch motiviert“ zurück. Von politischen Beobachtern wird der Fall als Teil einer „neuen Geiselpolitik“ Teherans betrachtet. Am 25. November 2020 wurde Moore-Gilbert im Zuge eines Gefangenenaustauschs freigelassen. Für sie kamen im Gegenzug drei im Ausland inhaftierte Iraner frei.

## Ausbildung und Karriere
Moore-Gilbert schloss das College 2005 in Bathurst in New South Wales ab und studierte danach Asian Studies and Middle Eastern Studies Wolfson College der University of Cambridge. 2013 machte sie ihren Abschluss mit erstklassigen Auszeichnungen. 2017 schloss sie ihren PhD an der Universität Melbourne mit einer Dissertation über die schiitische Opposition und ihre politische Partizipation im autoritären politischen System von Bahrain ab. Anschließend war sie an ihrer Universität als Lecturer tätig. Zu der Zeit, als sie verhaftet wurde, untersuchte sie im Rahmen eines Forschungsstipendiums die Beziehung Irans zu den Bahrainischen Schiiten nach den Aufständen des Arabischen Frühlings.

## Inhaftierung in Iran und Freilassung
Moore-Gilbert wurde im September 2018 von einer nachrichtendienstlichen Einheit der Iranischen Revolutionsgarden am Flughafen von Teheran festgenommen, als sie Iran nach dem Besuch einer wissenschaftlichen Konferenz, zu der sie als Referentin eingeladen worden war, wieder verlassen wollte. Ein iranischer Kollege und eine Person, die sie für ihre Forschung befragt hatte, hatten sie als verdächtig gemeldet. Daraufhin wurde sie in einem geheimen Prozess wegen Spionage zu zehn Jahren Haft verurteilt. In der ersten Zeit wurde sie im Evin-Gefängnis in Einzelhaft gefangengesetzt. Die iranischen Behörden versuchten, sie im Austausch für ihre Freilassung als Spionin zu rekrutieren, was sie jedoch ablehnte. Freunde, Kollegen und Unterstützer starteten eine Kampagne, in der sie die australische Regierung aufforderten, sich mehr für die Freilassung der Moore-Gilberts einzusetzen. Nachdem sie mehrere Monate im Qarchak-Gefängnis untergebracht war, das als eines der brutalsten Frauengefängnisse in Iran gilt, wurde sie Ende Oktober 2020 in das Evin-Gefängnis zurückverlegt.
Der Fall Kylie Moore-Gilbert wird von politischen Beobachtern als Teil einer „neuen Geiselpolitik“ Teherans betrachtet, bei der gezielt westliche Wissenschaftler festgenommen werden, die aus Staaten stammen, die mit Iran gute Beziehungen pflegen. Es wird vermutet, dass diese Maßnahmen weniger von der Regierung als von „Hardlinern“ in iranischer Justiz und in den Revolutionsgarden ausgehen, die damit die Verhandlungen zur Rettung des Atomabkommens hintertreiben wollen.
Moore-Gilbert kam am 25. November 2020 frei. Nach Angaben des iranischen staatlichen Fernsehsenders IRIB News geschah dies im Rahmen eines Gefangenenaustauschs. Für sie kamen im Gegenzug drei in Thailand inhaftierte Iraner frei, die acht Jahre zuvor einen fehlgeschlagenen Anschlag auf israelische Diplomaten verübt hatten. Australien lehnte es ab, den Gefangenenaustausch zu bestätigen. Die australische Initiative, die für Moore-Gilberts Freilassung gekämpft hatte, kommentierte das Ereignis erleichtert, kritisierte jedoch gleichzeitig, dass hier ein „widerwärtiges Geschäftsmodell“ zum Einsatz gekommen sei: Das iranische Regime habe eine „unschuldige australische Frau“ als Geisel genommen, um „eigene im Ausland rechtskräftig verurteilte Strafgefangene“ nach Hause zu bringen.

## Forschungsarbeiten und Veröffentlichungen
- Shiʿi opposition and authoritarian transition in contemporary Bahrain: the shifting political participation of a marginalised majority, PhD-Dissertation Universität Melbourne 2017.
- "Bahrain's February 14 Coalition: Deconstructing a Revolutionary Youth Movement." in The Middle East Journal 72/3 (2018) 385–407.
- "A Band of (Muslim) Brothers? Exploring Bahrain’s Role in the Qatar Crisis" in Middle East Institute August 2017.
- "The Rise and Fall of Bahrain’s Al-Wefaq Society: De-democratisation and Crackdown in a Troubled Gulf State" in Conduit D., Akbarzadeh S. (eds): New Opposition in the Middle East. Palgrave Macmillan, Singapore, 2018. S. 97–117.
- "From Protected State to Protection Racket: Contextualising Divide and Rule in Bahrain" in Journal of Arabian Studies 6/2 (2016) 163–181.

## Belege
1. 1 2  Saba Vasefi, Michael Safi, Ben Doherty und Akhtar Mohammad Makoii: Iran moves detained academic Kylie Moore-Gilbert back to Tehran prison in The Guardian 30. Oktober 2020.
2. ↑  Amir Vahdat: Iran says British-Australian academic freed for 3 Iranians in APnews 25. November 2020.
3. 1 2  Ben Doherty: 'She's not a spy': friends shocked over academic Dr Kylie Moore-Gilbert's jailing in Iran in The Guardian 16. September 2019.
4. ↑  Ben Doherty: Jailed Australian Kylie Moore-Gilbert rejected Iran's offer to work as a spy in The Guardian 21. Januar 2020.
5. ↑  Ulrich von Schwerin: Festnahme von Forschern in Iran: Teherans neue Geiselpolitik in Qantara 20. November 2019.
6. ↑  Saba Vasefi, Ben Doherty, Daniel Hurst: Australia refuses to confirm prisoner swap to get Kylie Moore-Gilbert out of Iran in Guardian 26. November 2020.

| Personendaten    | Personendaten                                |
| ---------------- | -------------------------------------------- |
| NAME             | Moore-Gilbert, Kylie                         |
| KURZBESCHREIBUNG | britisch-australische Islamwissenschaftlerin |
| GEBURTSDATUM     | 20. Jahrhundert                              |